# The Grange School
The Grange School es un colegio chileno, ubicado en la ciudad de Santiago, fundado en 1928, cuyas instalaciones actuales se ubican en la comuna de La Reina. 

## Historia
El fundador del The Grange School John Jackson, un chileno nacido en Valparaíso, hijo de una familia británica, quien hizo sus estudios primarios en The Sutherland and Mackay school y sus estudios secundarios en Cheltenham College, Inglaterra y luego en la Universidad de Cambridge, para retornar más tarde a Chile con la idea de fundar un colegio basado en los principios educacionales experimentados en el Reino Unido.
The Grange School comenzó con 12 niños en una casa particular llamada “Villa Ángela”, ubicada en la avenida Pedro de Valdivia; con un plan original de preparación de niños de habla inglesa para que más tarde asistieran a escuelas de Inglaterra basándose en los principios del "Fair Play", "All Rounder", "Good Manners" y "Spirit of Service", buscando entregar una educación integral, dando énfasis al desarrollo armónico y completo del individuo, incentivando la excelencia y la integridad en el desarrollo intelectual, moral, artístico, deportivo y social de los alumnos. Sin embargo, la crisis financiera mundial de 1929 afectó a muchos padres que debieron dejar de educar a sus hijos en este colegio. Desde entonces se aceptaron alumnos chilenos y anglo-chilenos.

## Deportes
Al ser parte de los colegios ABSCh las mujeres practican voleibol, hockey, fútbol, natación y atletismo, mientras que los hombres practican fútbol, rugby, natación y atletismo. El Colegio además promueve las actividades extracurriculares deportivas, permitiendo que los alumnos formen parte del equipo del Colegio llamado "Old Boys" o "Old Girls", los cuales compiten contra otros clubes como por ejemplo Country Club, Stade Français, Universidad Católica, entre otros.
Se han destacado entre los equipos representantes de Chile, varios jugadores pertenecientes al Colegio Grange, como es en el equipo de la selección de hockey de Chile y la selección de rugby Chile, entre otros.

## Misión
La misión del Colegio es formar alumnos integrales y bilingües, bajo el concepto All Rounder, incorporando los aspectos intelectuales, morales, artísticos y el desarrollo físico. 
The Grange School entrega una educación actualizada, para que los alumnos puedan desarrollar sus competencias para asumir liderazgo en un mundo globalizado, resaltando el Spirit of Service y el amor por el trabajo, por el bienestar y preocupación de todos. 
La formación fomenta el trabajo en equipo en todas las actividades del Colegio, destacándose el concepto de Fair Play, el que se manifiesta en los conceptos de justicia y respeto.
Se vela, junto a las familias de la comunidad, por cumplir la premisa del Fundador: "Good Manners", cuyo objetivo esencial es el respeto por sí mismo y por los demás, es decir, la consideración por el otro, ser amable y cortés, socialmente adecuado, lo que contribuye a lograr buenas relaciones interpersonales y facilitar una buena convivencia. 
La siguiente frase del himno del Colegio, ilustra la misión: “…we shall follow the path that is right (…)” (JAS Jackson, in the School Prospectus dated 1947 - adapted).

## Estructura administrativa
El colegio está regido en la actualidad por Nicholas Eatough (rector), quien es la máxima autoridad académica de la institución, aparte de esto la autoridad administrativa recae en el Gerente, quien para 2025 es Cristián Pubill y una directorio compuesto por exalumnos.
Existen jefes académicos y pastorales en cada sección del Colegio (Lower Prep, Upper Prep y Senior).

## Estructura edificada
El colegio cuenta con una superficie total de 92.000 metros cuadrados y con una superficie construida de 30.108 metros cuadrados. Dentro de las edificaciones también se encuentran:
- 6 Salas de computación, con una relación de 1:1 computador por alumno.

- 9 Laboratorios de Ciencias
- 8 Salas de Música con equipamiento completo
- 1 Auditorio
- 1 Sala de conferencias
- 3 Gimnasios
- 3 Bibliotecas
- 2 Enfermerías
- 1 Piscina cubierta
- 1 Sala de máquinas de esfuerzo
- 1 Assembly Hall/Teatro
- 1 Sala de exámenes
- 2 comedores
- 5 canchas de pasto
- 1 cancha de pasto sintético
- 12 camarines
- 1 capilla ecuménica

## Exalumnos destacados
Al ser un colegio de la élite, gran parte de los egresados (o que han pasado por el colegio) son parte del mundo de la política, espectáculo, negocios, entre otros.
- Arturo Alessandri Besa.
- Alberto Camardón (entrenador de rugby argentino)
- P. Mariano Puga Concha
- José Donoso
- Agustín Edwards Eastman
- Eduardo Gatti
- Alberto Espina
- Ernesto Fontaine
- Carlos Fuentes
- Rodrigo Jordán
- Cristián de la Fuente
- Andrónico Luksic Craig
- Cecilia Magni
- Patricio Mekis
- Jaime Orpis
- Erick Pohlhammer
- Karen Poniachik
- Roberto Torretti
- Andrés Velasco
- José Miguel Villouta
- Roberto Zahler
- Pablo Zalaquett
- Cristóbal Briceño
- Jorge López Sotomayor